# La Chapelle-Saint-Rémy
La Chapelle-Saint-Rémy é uma comuna francesa na região administrativa do País do Loire, no departamento de Sarthe. Estende-se por uma área de 19.4 km². Em 2010 a comuna tinha 1 005 habitantes (densidade: 51,8 hab./km²).